# Extrusion - Battlehymns
Extrusion - Battlehymns è l'album d'esordio del gruppo musicale belga In-Quest, pubblicato nel 1997.

## Tracce
1. Extrusion - Battlehymn – 7:17
2. Matrimonium – 7:37
3. Encrust Excrement Crevice – 4:49
4. Anti-Disestablishmentarianism – 6:04
5. Xylad-Valox – 4:36
6. Opus: Questor Mastodon – 8:32
7. Inspiration of Thou Madness/Goddess of Insanity – 6:42
8. Coroner's In-Quest – 8:10

## Formazione
- Noise Grinder - voce
- Gert Monden - batteria
- Manu Van Tichelen - basso
- Jan Geenen - chitarra elettrica
- Wim Roelants - chitarra ritmica